# 北海製作所
株式会社北海製作所（ほっかいせいさくしょ、英: Hokkai Manufacturing Co., Ltd.）は、大阪府岸和田市に本社を置いていた、主に鏡板関連製品を扱うメーカー。北海グループの北海鉄工所の特殊成形部門より分離、独立して設立されたが、平成29年3月1日に再び北海鉄工所に吸収合併され、現在は北海鉄工所臨海工場となっている。

## 概要
鏡板製作の最大手である北海グループの構成企業であり、鏡板および鉄道車両の台車の側梁（フレーム）においては国内トップクラスのシェアを誇っている。
また特殊三次元プレス工法等の加工技術を活かして、パブリックアートや現代彫刻、モニュメントなどの金属造形物･建築装飾物の企画・製作・メンテナンスも行なっている。

## 主な取扱製品
- 鏡板および鏡板関連製品
- 鉄道車両関連製品
  - 鉄道車両の台車の側梁
- 金属造形物･建築装飾物
  - パブリックアート、現代彫刻、モニュメント、サイン、レリーフ、三次元曲げ加工品、ステンレス球体、ソーラー発電ＬＥＤ街路灯

## エピソード

鉄人28号のモニュメント

- 兵庫県神戸市長田区に作られた鉄人28号の実物大モニュメント像の本体製作を担当した[3]。
- ユニバーサル・スタジオ・ジャパンの入口の地球儀モニュメント（Universal Glove）も製作したといわれている。